# Emperatriz viuda Bo
La Emperatriz viuda Bo (薄太后) fue una concubina imperial del emperador Gaozu de Han (Liu Bang). Fue también conocida como Consorte Bo (薄姬) durante la vida del emperador, y más formalmente como emperatriz viuda Xiaowen (孝文太后) o (más raro) emperatriz Gao (高皇后). A pesar de ser una concubina de bajo rango, su hijo, Liu Heng, se convertiría en el destacado emperador Wen de Han. El año de su nacimiento es desconocido y falleció en 155 a. C.
La emperatriz viuda Bo fue la primera magnífica emperatriz viuda de la historia china, ya que, aunque la emperatriz viuda Lü fue también emperatriz viuda durante el reinado de su nieto emperador, esta nunca reclamó el título.

## Primeros años
El padre de la futura emperatriz viuda, el señor Bo (薄翁), procedía del Condado de Wu (吳縣, en la moderna Suzhou, Jiangsu). Tuvo una relación adúltera con la señora Wei (魏媼), hija de un miembro de la familia real de Wei, y de esa ilícita aventura nació la Señora Bo.
Según las obras históricas chinas (excepto el Libro de Han, que cuenta una versión diferente de su vida), la señora Bo era, siendo joven, la más bella concubina de Wei Bao, el príncipe de Wei. Wei Bao se alió con Liu Bang para derrotar a las fuerzas de Xiang Yu, pero más tarde traicionó a Liu Bang y desertó al campamento de Xiang Yu. A diferencia de otros desertores que cambiaron otra vez de bando tras la victoria final de Liu Bang, Wei Bao permaneció leal a Xiang Yu hasta el final. Después de que Han Xin conquistara Wei, Wei Bao y toda su familia fueron llevados ante Liu Bang para esperar su ejecución. Wei Bao suplicó piedad, pero el emperador no se mostró receptivo hasta que le ofreció a la señora Bo como regalo. Su belleza ya había captado la atención del emperador, y este la aceptó como concubina imperial y su marido anterior se libró así de la ejecución. Los registros históricos no proporcionan información sobre si los otros miembros de la familia de Wei Bao también se salvaron, pero es lo más probable.
La señora Bo no fue favorecida entre las concubinas, pero dio a luz un hijo, Liu Heng, que fue nombrado Príncipe de Dai. El nacimiento de un varón sobreviviente elevó su estatus a consorte Bo. A diferencia de la mayoría de concubinas, no fue limitada a palacio y se le permitió acompañar a su hijo al remoto principado de Dai (moderno norte de Shanxi y noroeste de Hebei) como una princesa viuda. Dai no era una región rica, y estaba bajo constantes ataques y amenazas de los Xiongnu. A pesar de que la consorte Bo no podría llevar un estilo de vida lujoso tan lejos de los palacios imperiales, se las arregló para tener una vida relativamente cómoda. Sin embargo, tuvo que trabajar como costurera. Condiciones de vida tan difíciles en comparación con las otras consortes tuvieron un beneficio inesperado: a diferencia de otras consortes y concubinas que terminaron víctimas de los celos de la emperatriz, Lü Zhi simpatizaba con la consorte Bo. La emperatriz nunca vio a Bo y su hijo como una amenaza en su búsqueda de poder, y así, ambos se libraron de sus maquinaciones que terminaron con otras consortes y príncipes.
El Libro de Han cuenta una historia diferente de cómo la señora Bo acabó como concubina imperial. Declara que Liu Bang descubrió a la Señora Bo trabajando como costurera en Dai y la tomó como concubina allí. A pesar de esta diferencia en el origen de la señora Bo, el Libro de Han y otros textos históricos convergen con la señora Bo y su hijo, Liu Heng, en el principado de Dai.

## Ascenso
En 180 a. C., a la muerte de la emperatriz viuda Lü, y después de que los oficiales exterminaran al clan Lü, ofrecieron el trono al príncipe Heng sobre su sobrino el emperador Houshao - al que acusaron de no ser de sangre imperial. El príncipe Heng consultó a su madre, la emperatriz viuda Bo, que tampoco sabía que decidir. Solo más tarde, después de que el hermano de la emperatriz viuda, Bo Zhao (薄昭) viajó a la capital Chang'an para observar la situación y constatar la buena fe de los oficiales, que el príncipe Heng aceptó el trono.

## Últimos años

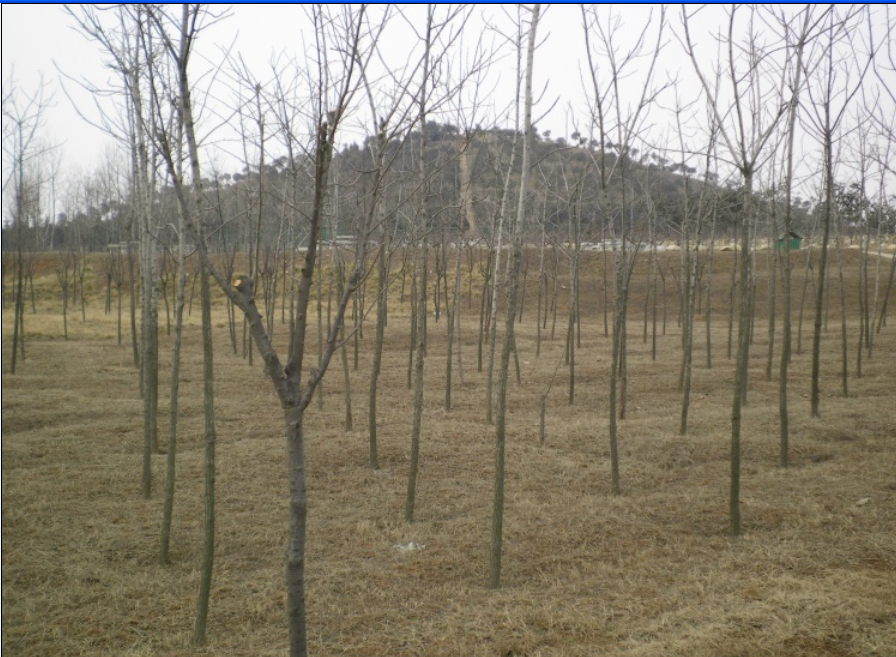
La tumba de la emperatriz viuda Bo en Xi'an, Shaanxi.

Una vez el príncipe Heng tomó el trono como emperador Wen, la princesa viuda Bo fue honrada con el título de emperatriz viuda, incluso aunque no hubiera sido anteriormente emperatriz consorte. Continuó siendo una dama modesta, y no ejerció ni de cerca la gran influencia que la emperatriz viuda Lü tuvo sobre el emperador Hui o incluso su nuera, la emperatriz Dou, más tarde sobre su nieto el emperador Jing. El único momento en que empleó su influencia fue en 176 a. C. Por entonces, Zhou Bo, que había sido fundamental en el ascenso del emperador Wen al trono, se había retirado a su marca tras ser falsamente acusado de traición y arrestado. En un famoso incidente, la emperatriz viuda Bo, creyendo en la inocencia de Zhou, lanzó su chal a los pies del emperador Wen, declarando:
Antes de que te convirtieras en emperador, Zhou tenía el control del sello imperial, y estaba al mando de los poderosos guardias del norte. Qué ridículo es que no cometiera traición entonces, pero ahora planea utilizar su pequeña marca como la base para una rebelión.
El emperador Wen finalmente liberó a Zhou.
Tampoco parece haber intercedido del mismo modo (aunque parece lo más probable) o su intercesión no fue eficaz, cuando su hermano Bo Zhao mató a un mensajero imperial— un delito mucho más grave que un asesinato común— en 170 a. C. Incluso aunque Bo Zhao era el único hermano de la emperatriz viuda, el Emperador Wen finalmente lo presionó para que se suicidara.
Una de sus últimas influencias fue arreglar el matrimonio de la hija de uno de sus parientes con su nieto, entonces el príncipe heredero Qi, durante el reinado de su hijo. Después de la muerte del emperador Wen en 157 a. C. y la subida al trono del príncipe Qi como emperador Jing, la emperatriz viuda Bo se convirtió en magnífica emperatriz viuda. Murió solo dos años después, en 155 a. C. Esto sería desastroso para la esposa del Emperador Jing, la emperatriz Bo, que fue pronto depuesta tras perder su apoyo principal.
Después de su muerte, fue consagrada en un templo propio en lugar de en el templo de su marido, porque solo una emperatriz podía ser venerada en el templo funerario de un emperador, y la Emperatriz Lü estaba consagrada en el templo del Emperador Gao. Más tarde, durante el reinado del emperador Guangwu, sin embargo, se revirtió la posición de la emperatriz Bo y la emperatriz Lü, consagrando a Bo como "Emperatriz Gao" y consagrando un templo aparte a Lü.